# Gérard Troupeau
Gérard Troupeau, né le 25 octobre 1927 à Argenteuil et mort le 15 décembre 2010 à Chambray-lès-Tours, agrégé d'arabe (1956), est un arabisant français, professeur des universités à l'Institut national des langues et civilisations orientales, où il a enseigné de 1961 à 1990, et à partir de 1969 également directeur d'études de philologie arabe à l'École pratique des hautes études (IVe section). 
Il s'était spécialisé notamment sur l'Orient chrétien.

### Travaux universitaires
- Catalogue des manuscrits arabes chrétiens de la Bibliothèque nationale (t. I, Paris, 1972 ; t. II, Paris, 1974) ;
- Les arabisants européens et le système grammatical arabe, in Histoire Épistémologie Langage (d) (HEL) 1980, vol. 02, fasc. 1
- Études sur le christianisme arabe au Moyen Âge (Variorum, 1995)
- Lexique-Index du Kitâb de Sîbawayhi (Paris, 1976).
- Observations sur la traduction latine de la description de la France dans l'abrégé de la géographie d'Edrisi in Revue de l'Occident musulman et de la Méditerranée, 2004
- Louis Massignon et le dialogue des cultures (contribution)[4]  (ISBN 2-204-05270-1 et 978-2-204-05270-2)
- Geneviève Gobillot, Marie-Thérèse Urvoy (dir.) (ouvrage collectif) L'Orient chrétien dans l'empire musulman, Éditions de Paris, Studia arabica (III) - hommage au professeur Gérard Troupeau suite au colloque organisé les 15 et 16 oct. 2004 par le CRITIC[5],[6], 2005  (ISBN 2-85162-072-X et 978-2-85162-072-9)
- Daniel Schweitz, « Gérard Troupeau : historien des Arabes chrétiens, président de société savante, érudit tourangeau », Bulletin de la Société archéologique de Touraine, LVII, 2011, p. 38-41.

### Ouvrage lié à l'histoire tourangelle
- Gérard Troupeau, Neuillé-le-Lierre : Une paroisse tourangelle de l'ancien régime, CLD Éditions, Tours, 2005.

### Autres ouvrages
- Ludovico de Varthema (notes de : Luís Filipe Thomaz, Gilles Tarabout, Paul Teyssier et Gérard Troupeau (trad. Paul Teyssier, préf. Jean Aubin, avant propos : Geneviève Bouchon), Le voyage de Ludivico di Varthema en Arabie et aux Indes orientales (1503-1508), Paris, Chandeigne, coll. « Magellane », 2004 (ISBN 978-2-906462-67-0).